# Елецкая крепость
Елецкая крепость или Елецкий кремль — историческая крепость в Ельце, игравшая в XVI—XVII веках важную роль в обороне Русского государства на южном направлении.

## История
Первое упоминание о Ельце датируется 1146 годом. Ранняя история Ельца связана с многочисленными разрушениями. В 1156 он был сожжён половцами, зимой 1237—1238 годов — монголами, в 1316 году золотоордынским войском хана Узбека, в 1365 году — ханом Тегеем, в 1380 году — Мамаем, в 1395 году — в результате нашествия войск Тамерлана, а в начале XV века уничтожен во время очередного татарского набега и на протяжении почти двух веков не восстанавливался.
В 1591 году в рамках политики Русского государства по укреплению южных рубежей и противодействию степным набегам на елецком городище под руководством воевод князя Андрея Звенигородского и Ивана Мясного началось строительство новой Елецкой крепости. В течение XVII века она стала одним из самых значимых пунктов обороны на южном направлении.
Крепость была возведена на высоком скалистом плато над рекой Быстрая Сосна между речками Лучок и Ельчик. Её укрепления состояли из искусственного земляного вала высотой до 6 м, по верху которого проходила деревянная стена с 12 башнями, из них 8 глухих и 4 проезжие. Крепостная стена шириной до 3 м представляла собой последовательную цепь «тарас». Перед валом был выкопан ров. К крепости примыкал окольный город, который также был защищён деревянными стенами с башнями и рвом. Елец заселялся служилыми и ремесленными людьми. Вокруг крепости и посада выстраивались слободы. Вдоль Лучка и Сосны возникли Стрелецкая, Городовых вортников, Пушкарская, Старая Ямская и Александровская слободы.
Во время короткого царствования Лжедмитрия I (с 1 (11) июня 1605 года по 17 (27) мая 1606 года) в связи с готовящимся походом на Крымское ханство в Елецкой крепости было сосредоточено большое количество амуниции и вооружения, в том числе множество артиллерии. После гибели самозванца Елец примкнул к восстанию Болотникова 1606—1607 годов. В ходе осады Ельца, состоявшейся в конце августа 1606 года, посланные против него царём Василием Шуйским отряды безуспешно пытались взять крепость, обороняемую Истомой Пашковым, но были отброшены.

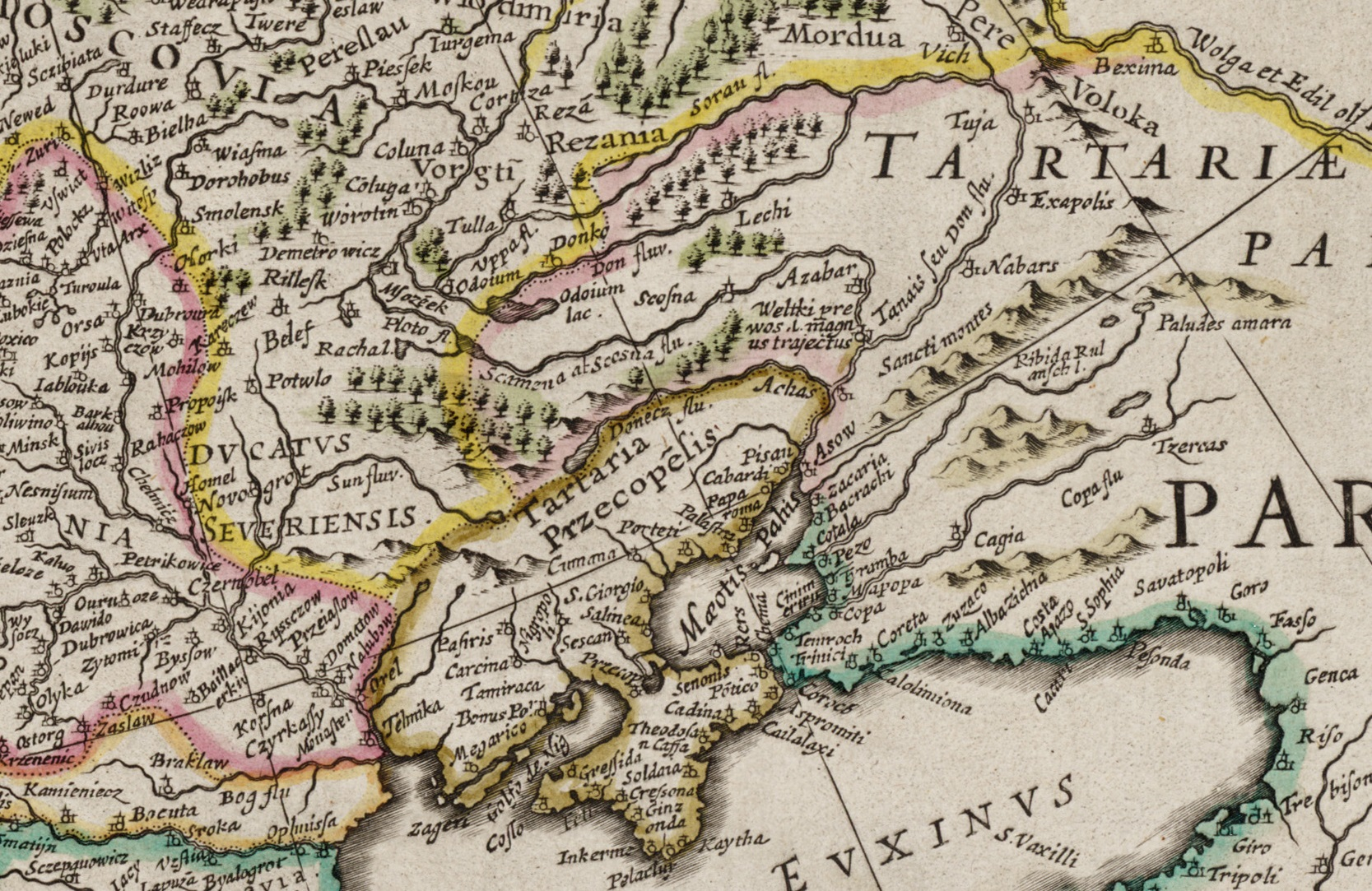
Елецкая крепость и Талецкая крепость показаны как одна крепость "Lechi" на Дону ("Don fluv.") на карте Европы Виллема Блау, ок.1630 года.

В 1618 году к Ельцу подошли отряды запорожского гетмана Конашевича-Сагайдачного. Ельчане заперлись в крепости и героически отбивали приступы. Обороной руководил воевода Андрей Полев. Видя, что силой крепость не взять, запорожцы пошли на хитрость. Они сняли осаду и сделали вид, что отступают. Полев, для которого по словам современников «ратное дело было не за обычай», приказал преследовать отступающего противника и «со всеми людьми из города вышел». Елецкие войска отдалились от города, а в это время отряд противника, сидевший в засаде, ворвался в беззащитный Елец. Город был разорён и сожжён, при этом значительная часть его крепостных сооружений была разрушена.
Елецкая крепость была впоследствии вновь восстановлена и простояла на протяжении XVII века.